# Руїлоба
Руїлоба (ісп. Ruiloba) — муніципалітет в Іспанії, у складі автономної спільноти Кантабрія. Населення — 773 осіб (2009).
Муніципалітет розташований на відстані близько 330 км на північ від Мадрида, 36 км на захід від Сантандера.
На території муніципалітету розташовані такі населені пункти: Касасола, Конча, Ла-Іглесія (адміністративний центр), Ліандрес, Пандо, Руїлобука, Сьєрра, Трасьєрра.

## Демографія
Динаміка населення (INE ):

## Галерея зображень

Розташування муніципалітету
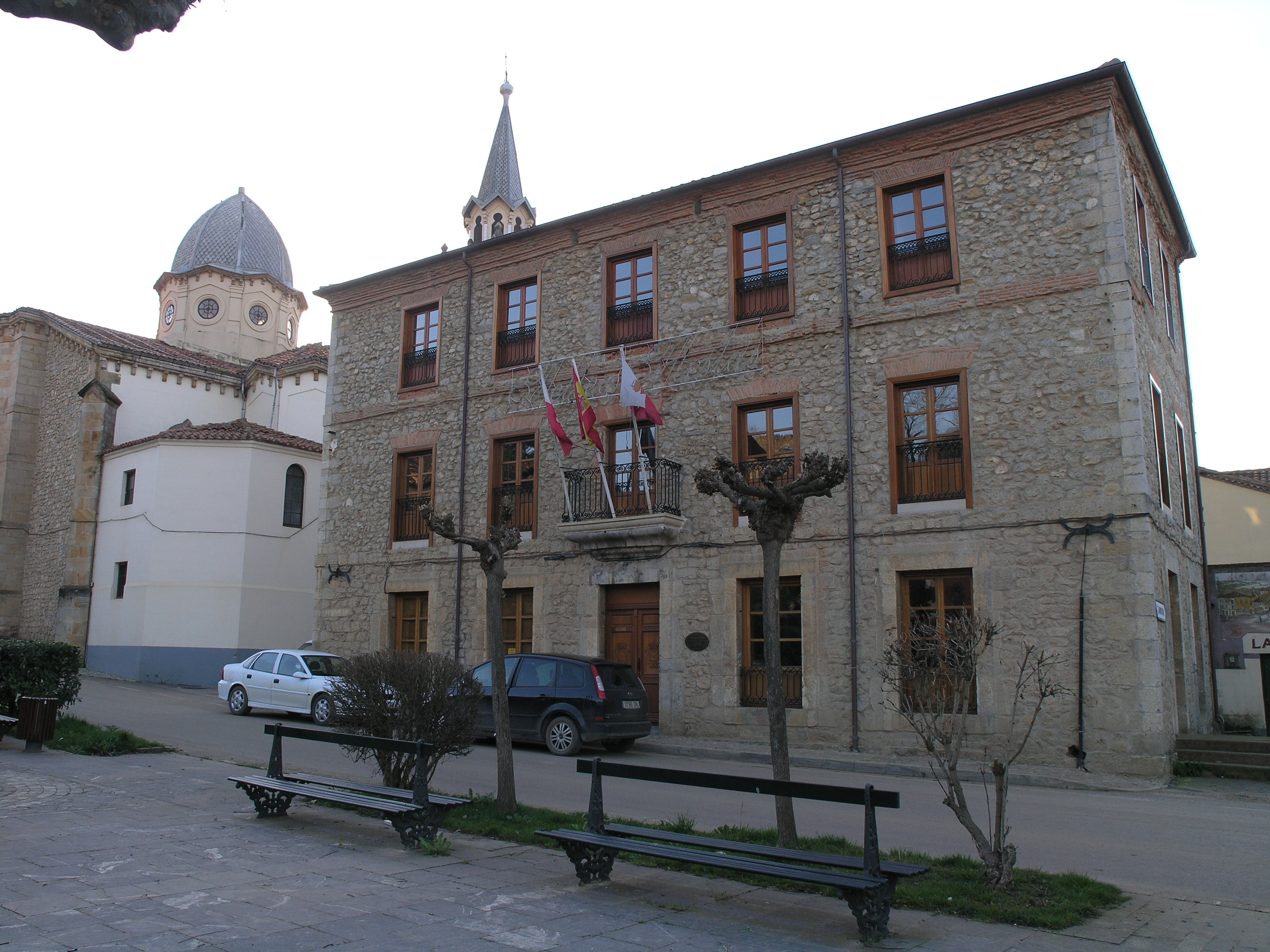
Муніципальна рада, Ла-Іглесія